# Мирослава Сопилка
Мирослава Сопилка (настоящее имя и фамилия — Юлия Семеновна Пастушенко (девичья фамилия — Мисько) (укр. Мирослава Сопілка, 29 августа 1897, Винники вблизи г. Львова (теперь Львовской области Украины) — 28 ноября 1937, Киев) — украинская поэтесса и писательница.

## Биография
Родилась в крестьянской семье. С детства батрачила на подённых сельхозработах. После 1917 года устроилась на работу модисткой. С раннего возраста увлеклась литературой, особенно, поэзией.
В 1927 познакомилась и сблизилась с писателями В. Бобинским, М. Ирчаном, Гирняком — членами литературной организации «Горно». В 1928 начала печататься в журналах «Вікна», «Сяйво» и других газетах Западной Украины.
В 20-х годах Мирослава Сопилка поддерживала связь с западноукраинским революционным подпольем, дружила с членами КПЗУ. Участвовала в нелегальных собраниях революционно настроенных железнодорожников, к которым принадлежал муж поэтессы — Михаил Пастушенко. Дважды подвергалась арестам польской дефензивы.
Под влияние советской пропаганды, семья Пастушенко, имевшая к тому времени двоих детей, стремилась перебраться в СССР. Желая получить высшее образование и поправить здоровье, Мирослава Сопилка с семьей в конце 1930 отправилась в дорогу. Поселилась сперва в Каменце-Подольском, затем в 1932 переехала в Харьков, а ещё позже в Ирпень под Киевом.
где и была арестована за две недели до своего сорокалетия.
М. Сопилка к моменту ареста принадлежала к литературной организации «Западная Украина». В 1931 она издала поэтический сборник «Работящим рукам» и книжку прозы «Про затишне місто Забобонники».
30 сентября 1937 года был арестован и её муж Михаил Пастушенко.
Супругов обвинили в шпионаже в интересах польской разведки. 22 ноября 1937 года Особое совещание при НКВД СССР приговорило поэтессу к расстрелу. Приговор был приведён в исполнение 28 ноября в Киеве.
Посмертно реабилитирована. В 1973 вышел сборник избранных произведений М. Сопилки «К солнцу».